# Helena Erbenová

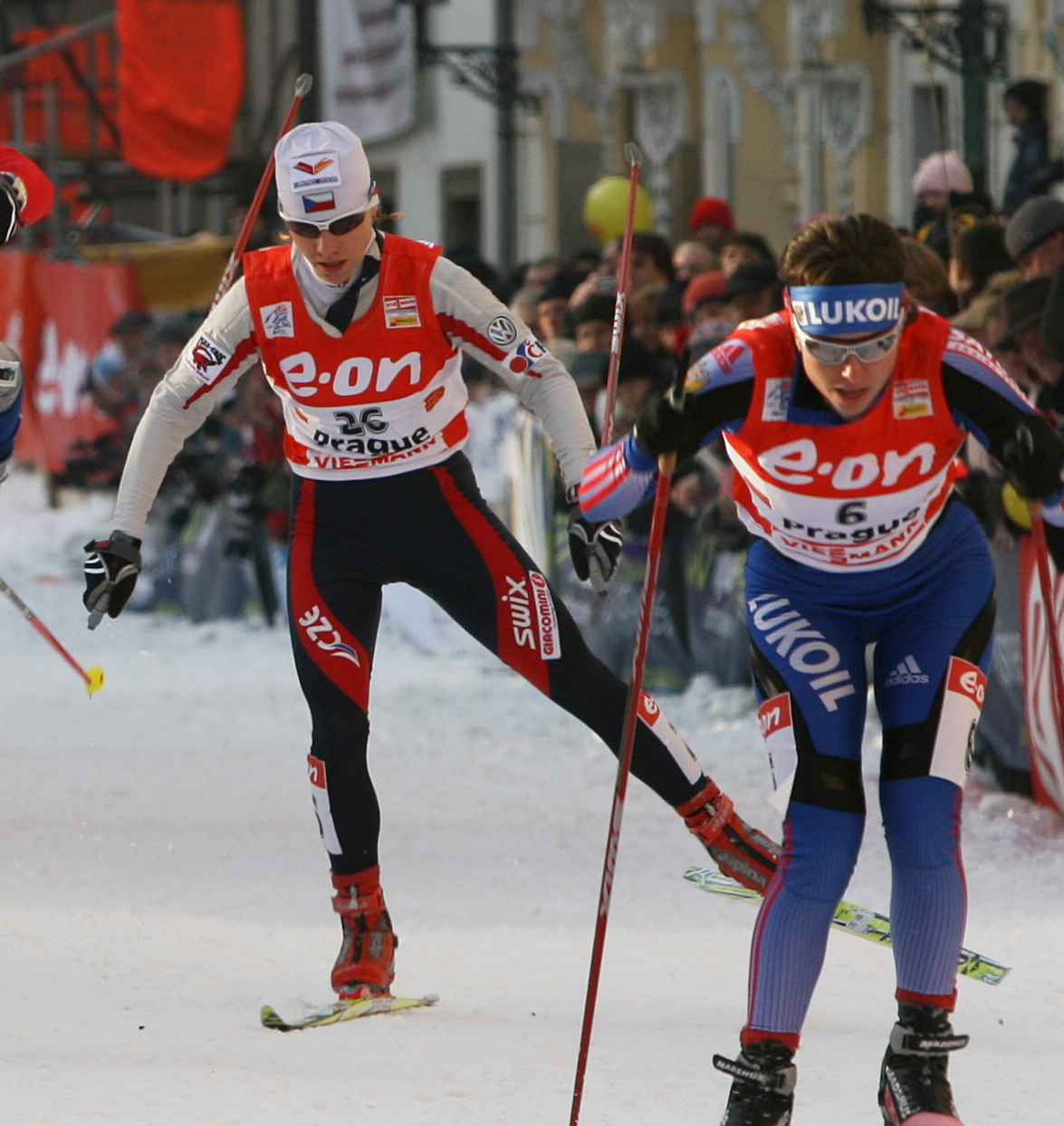
Helena Erbenová (i bakgrunden) vid Tour de Ski.)

Helena Erbenová, född Balatková 6 februari 1979, är en tjeckisk längdåkare som har tävlat i världseliten sedan 1997.
Erbenova tävlar även i triathlon.